# Thanstein
Thanstein é um município da Alemanha, situado no distrito de Schwandorf, no estado da Baviera. Tem 27,85 km² de área, e sua população em 2019 foi estimada em 951 habitantes.